# Portræt af Nizamuddin
|  | Denne artikel er oprettet af botten PalnaBot ud fra en ekstern database. Den kan derfor have sproglige fejl eller mangler. Denne skabelon kan fjernes efter kontrol af indholdet. |

Portræt af Nizamuddin er en film instrueret af Jeppe Toubro, Jonas Stampe.

## Handling
Sufi-helgenen Nizamuddin er levende, selvom selv om han blev lagt i sit gravkammer i 1325. Det forklarer den store søgning af pilgrimme til Nizamuddins hof, fordi ingen jo vil søge til en død konges hof. Filmen tager os med ind i dette forunderlige tempel til dens gamle helgens ære.